# Kid Rock
Kid Rock, właściwie Robert James Ritchie (ur. 17 stycznia 1971 w Romeo w stanie Michigan) – amerykański muzyk, kompozytor, wokalista, raper, autor tekstów i piosenek, multiinstrumentalista.

## Życiorys

### Wczesne lata
Przyszedł na świat jako trzecie z czworga dzieci w tradycyjnej rodzinie katolickiej jako jedyne dziecko Susan Elizabeth (z domu Brabbs) i Williama Ryana „Billa” Ritchi’ego. Dorastał w małym rolnym miasteczku Romeo, w stanie Michigan, 40 mil na północ od Detroit. W wieku 17 lat porzucił szkołę Romeo High School i rodzinny dom. Ritchie od wczesnych lat fascynował się muzyką, przede wszystkim rapem, nauczył się breakdance i uczestniczył z grupą The Beast Crew w pokazach talentów w Detroit.

### Kariera
Zainspirowany przez Beastie Boys „Licensed to Ill” – białych wykonawców łączących rap i hard rock na gitarze – Kid Rock w 1988 roku zapisał swoje pierwsze nagranie na demo i ostatecznie zdobył pierwsze miejsce z Boogie Down Productions. Ten występ z kolei doprowadziło do podpisania kontraktu z Jive Records, która wydała debiutancki album Grits Sandwiches for Breakfast (1990). Wyruszył na trasę z Ice Cube i Too Short. W sierpniu 1998 powstał zespół Kid Rock & Twisted Brown Trucker.
Po przeprowadzce do Brooklynu, Rock związał się z niewielką wytwórnią Continuum. Nagrywał w duecie z Insane Clown Posse, a producentem był Mike E. Clark. W 1993 ukazał się drugi album The Polyfuze Method.
W kwietniu 2001, Kid Rock zadebiutował w roli aktorskiej w komedii Dennie’go Gordona Joe Dirt u boku Davida Spade, Dennisa Millera i Christophera Walkena.
5 kwietnia 2009 wystąpił gościnnie na WrestleManii XXV.

## Życie prywatne
Ma syna Roberta Jamesa Ritchie, Jr. (ur. 14 czerwca 1993). W latach 1991–1994 był związany z Kelley South Russell, dla której napisał piosenkę Black Chick, White Guy. W 1999 roku do sieci wyciekła taśma, na której widać, jak groupie uprawiają seks oralny z Kidem Rockiem i Scottem Stappem. Spotykał się z czarnoskórą aktorką porno Midori (1999) i aktorką i modelką Jaime King (w lutym 2000).
Od kwietnia 2001 do lipca 2006 związany był z Pamelą Anderson, której przez zaledwie cztery miesiące był mężem od 29 lipca 2006 do 24 listopada 2006.
Romansował z Sheryl Crow (2002). Był związany z aktorką porno Jesse Jane (2004–2005), Jaime Pressly (w styczniu 2004), aktorką porno Brianą Banks (w lutym 2006) i Paris Hilton (2007).

## Nagrody i nominacje
| Rok  | Nagroda | Kategoria                       | Tytuł              | Rezultat  |
| ---- | ------- | ------------------------------- | ------------------ | --------- |
| 2000 | Grammy  | Najlepszy nowy artysta          | –                  | Nominacja |
| 2000 | Grammy  | Najlepszy wykonawca hardrockowy | „Bawitdaba”        | Nominacja |
| 2001 | Grammy  | Najlepszy wykonawca hardrockowy | „American Bad Ass” | Nominacja |
| 2009 | Grammy  | Najlepszy album rockowy         | Rock n Roll Jesus  | Nominacja |
| 2009 | Grammy  | Najlepszy wokalista pop         | „All Summer Long”  | Nominacja |

## Wybrana filmografia
| Rok  | Tytuł                                                                    | Rola                 | Reżyser                        |
| ---- | ------------------------------------------------------------------------ | -------------------- | ------------------------------ |
| 2001 | Porn Star: The Legend of Ron Jeremy (film dokumentalny)                  | w roli samego siebie | Scott J. Gill                  |
| 2001 | Joe Dirt                                                                 | Robby                | Dennie Gordon                  |
| 2001 | Osmosis Jones                                                            | Kidney Rock          | Bobby Farrelly, Peter Farrelly |
| 2003 | Biker Boyz                                                               | Dogg                 | Reggie Rock Bythewood          |
| 2006 | CMT Greatest Moments: Hank Williams Jr. (film dokumentalny)              | w roli samego siebie | Thom Oliphant                  |
| 2008 | 2 Turntables and a Microphone (film dokumentalny)                        | w roli samego siebie | Guy Logan                      |
| 2013 | The History of WWE: 50 Years of Sports Entertainment (film dokumentalny) | w roli samego siebie | Kevin Dunn                     |
| 2014 | Who Is Vermin Supreme? An Outsider Odyssey (film dokumentalny)           | w roli samego siebie | Steve Onderick                 |

## Dyskografia
Albumy studyjne
| Grits Sandwiches for Breakfast | - Data: 30 listopada 1990 - Wydawca: Jive Records       | – | –  | –  | –  | –  |                                                      |
| The Polyfuze Method            | - Data: 16 marca 1993 - Wydawca: Continuum Records      | – | –  | –  | –  | –  |                                                      |
| Early Morning Stoned Pimp      | - Data: 12 lutego 1996 - Wydawca: Top Dog               | – | –  | –  | –  | –  |                                                      |
| Devil Without a Cause          | - Data: 18 sierpnia 1998 - Wydawca: Atlantic Records    | 4 | 28 | –  | 17 | 82 | - USA: 11x platynowa płyta - CAN: 4x platynowa płyta |
| Cocky                          | - Data: 20 listopada 2001 - Wydawca: Atlantic Records   | 3 | 10 | 30 | –  | 15 | - USA: 5x platynowa płyta - CAN: 2x platynowa płyta  |
| Kid Rock                       | - Data: 11 listopada 2003 - Wydawca: Atlantic Records   | 8 | –  | –  | –  | –  | - USA: platynowa płyta - CAN: złota płyta            |
| Rock N Roll Jesus              | - Data: 9 października 2007 - Wydawca: Atlantic Records | 1 | 2  | 4  | 4  | 5  | - USA: 3x platynowa płyta - CAN: 2x platynowa płyta  |
| Born Free                      | - Data: 15 listopada 2010 - Wydawca: Atlantic Records   | 5 | 7  | 7  | 11 | 9  | - USA: platynowa płyta - CAN: złota płyta            |
| Rebel Soul                     | - Data: 19 listopada 2012 - Wydawca: Atlantic Records   | 5 | 26 | 12 | 10 | 24 | - USA: złota płyta                                   |
| First Kiss                     | - Data: 24 lutego 2015 - Wydawca: Warner Bros. Records  | 2 | 9  | 5  | 2  | 16 |                                                      |
| „–” album nie był notowany.    |                                                         |   |    |    |    |    |                                                      |

Kompilacje
| Tytuł               | Dane dot. albumu                                 | Pozycja na liście | Pozycja na liście | Pozycja na liście | Pozycja na liście | Certyfikat                                          |
| Tytuł               | Dane dot. albumu                                 | USA               | AUT               | CAN               | GER               | Certyfikat                                          |
| ------------------- | ------------------------------------------------ | ----------------- | ----------------- | ----------------- | ----------------- | --------------------------------------------------- |
| The History of Rock | - Data: 30 maja 2000 - Wydawca: Atlantic Records | 2                 | 13                | 3                 | 15                | - USA: 2x platynowa płyta - CAN: 2x platynowa płyta |

Albumy koncertowe
| Tytuł         | Dane dot. albumu                                   | Pozycja na liście |
| Tytuł         | Dane dot. albumu                                   | USA               |
| ------------- | -------------------------------------------------- | ----------------- |
| Live' Trucker | - Data: 28 lutego 2006 - Wydawca: Atlantic Records | 12                |

Minialbumy
| Fire It Up!                 | - Data: grudzień 1993 - Wydawca: Continuum, Top Dog   | –   |
| Racing Father Time          | - Data: 16 listopada 2010 - Wydawca: Atlantic Records | 154 |
| „–” album nie był notowany. |                                                       |     |

Członkowie zespołu Kid Rocka
- Jimmie „Bones” Trombly – instrumenty klawiszowe, wokal wspierający (od 1996)
- Marlon Young – gitara (1996–1997, od 2007)
- Jason Krause – gitara (od 1997)
- Stefanie Eulinberg – perkusja, wokal wspierający (od 1998)
- Paradime – instrumenty klawiszowe (od 2002)
- Aaron Julison – wokal wspierający, gitara basowa (od 2003)
- David McMurray – saksofon (od 2007)
- Larry Frantangelo – instrumenty perkusyjne (od 2007)
- Shannon Curfman – wokal wspierający, gitara (od 2010)
- Jessica Cowan-Wagner – wokal wspierający (od 2007)
- Hershel C Boone – wokal wspierający (od 2010)

Byli członkowie zespołu
- Kenny Olson – gitara (1994–2005)
- Uncle Kracker – gramofony (1994–2002)
- Joe C – wokal wspierający (1994–2000)
- Andy Gould – gitara (1994–1995)
- George Metropolous – gitara (1994–1995)
- Paul Anthony – gitara basowa (1994–1995)
- Bob Ebeling – perkusja (1994–1995)
- Lonnie Motley – gitara basowa (1996–1998)
- Chris Lebroux – instrumenty perkusyjne (1997)
- Mike Bradford – gitara basowa (1998–2001)
- Smith Curry – gitara (2004–2005)
- Thornetta Davis – wokal wspierający (1997–1998)
- Misty Love – wokal wspierający(1998-2001)
- Shirley Hayden – wokal wspierający (1998–2001)
- Karen Newman – wokal wspierający (2004–2005)
- Lauren Creamer – wokal wspierający (2004–2005)
- Barbara Payton – wokal wspierający (2007–2009)
- Stacy Michelle – wokal wspierający (2007–2009)